# The End of Nature
«The End of Nature» — книга Билла Маккиббена, опубликованная издательством Random House в 1989 году. Её называют первой книгой о глобальном потеплении, написанной для широкой аудитории. Маккиббен думал, что простое изложение проблемы побудит людей к действию

## Предпосылки
Автор описывает природу как силу, ранее независимую от человека, но теперь непосредственно подверженную влиянию действий людей:
«Если волны разбиваются о пляж, разрушая дюны и разрушая дома, это не устрашающая сила Матери-природы. Это устрашающая сила Матери-природы, изменённая устрашающей силой человека, который за столетие одолел процессы, которые медленно развивались и менялись сами по себе с момента рождения Земли».

Он предлагает два выхода из кризиса: «Рефлекс неповиновения» или «более скромный» образ жизни.

## Отзывы
Известный американский биолог Роб Данн назвал книгу «знаменитой, провидческой и резонансной.»  Выход книги, по мнению Данна «подтолкнул социальное движение, нацеленное на защиту природы и противодействие климатическим изменениям».